# Mr. Murder
Mr. Murder è una miniserie televisiva del 1999 diretto da Dick Lowry. È tratto dal romanzo La notte del killer (Mr. Murder, 1993) di Dean Koontz.